# Hersteld Hervormde Kerk (Veen)

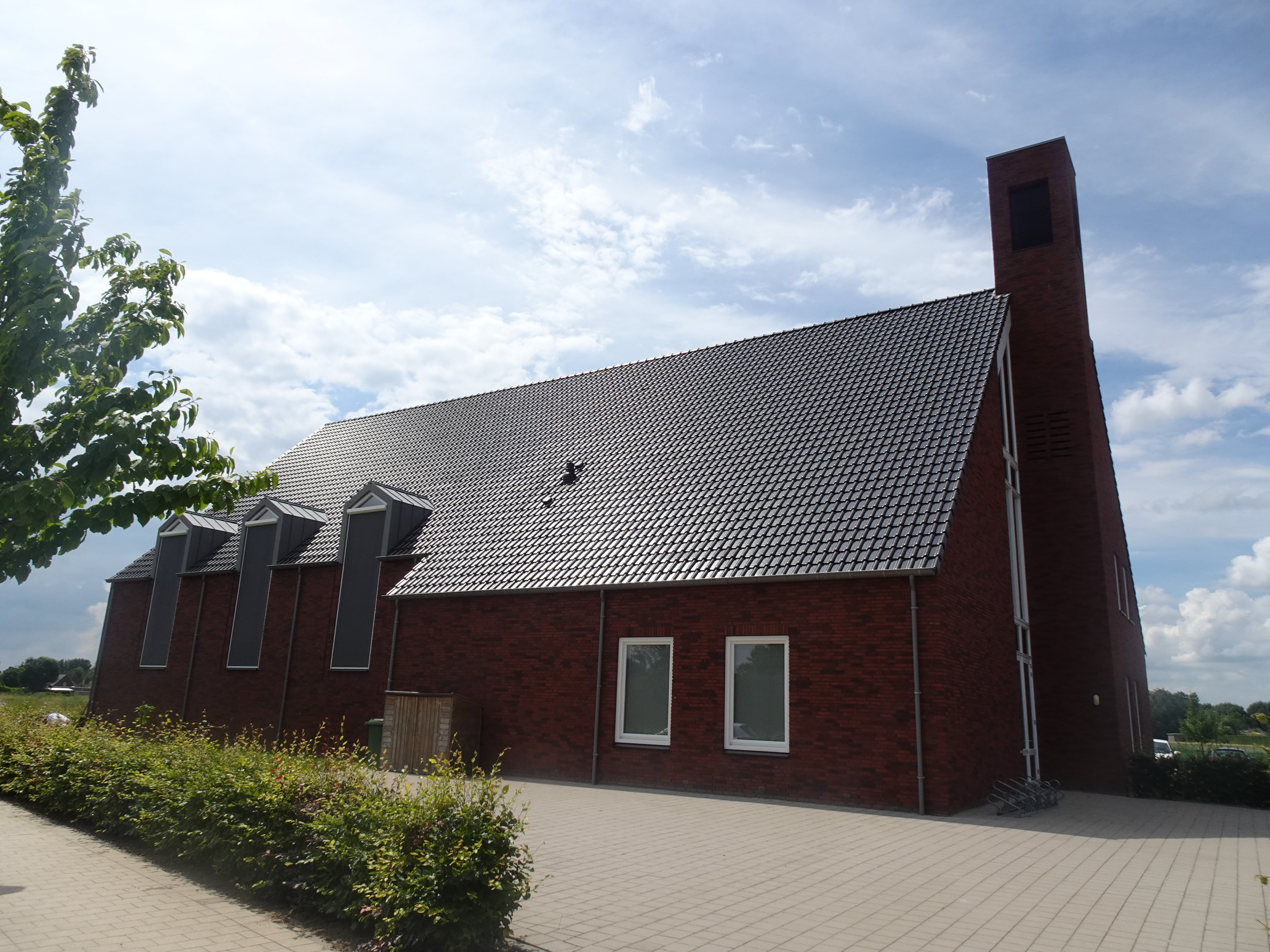
Hersteld Hervormde kerk

De Hersteld Hervormde Kerk is een kerkgebouw in de tot de Noord-Brabantse gemeente Altena behorende plaats Veen. De kerk is gelegen aan de Hazelegerstraat 1.

## Geschiedenis
De Hersteld Hervormde Kerk ontstond in 2004 en ook in Veen vond dit kerkgenootschap een aanzienlijke aanhang. Aanvankelijk kwam men bijeen in een tot kerk omgebouwde bedrijfshal aan de Witboomstraat 49a.
In 2018 werd een definitief kerkgebouw in gebruik genomen. Het is een sober gebouw in baksteen en beton, gedekt met een zadeldak en voorzien van een vierkant bakstenen torentje, asymmetrisch geplaatst op de voorgevel.
De gemeente had bij de opening van de nieuwe kerk ongeveer 280 lidmaten. De kerk kan zelfs worden uitgebreid tot 350 zitplaatsen.